# نهر أبالاتشيكولا
نهر أبالاتشيكولا (بالإنجليزية: Apalachicola River)‏ هو نهر يمتد على طول حوالي 160 ميل (180 كم) عبر ولاية فلوريدا الأمريكية. يضم النهر مستجمعات مياه ضخمة والمعروفة باسم حوض نهر إي سي إف، تستنزف مساحة تقارب 19,500 ميل مربع (51,000 كـم2) في خليج المكسيك. تقع منابع النهر على بعد مسافة حوالي 500 ميلاً (800 كم) أقصى شمال شرق جورجيا. يعود اسم النهر إلى قبائل شعب أبالاتشيكولا، الذين استوطنوا النهر على طول مجراه.

## المسار
يتشكل النهر على حدود ولايتي بين فلوريدا وجورجيا، بالقرب من مدينة تشاتاهوتشي، على مسافة 60 ميل (97 كـم) شمال شرق مدينة بنما، عند التقاء نهري فلينت وتشاتاهوتشي. يتم احتواءه داخل خزان بحيرة سيمينول التي شكلها سد جيم وودروف. ثم يتدفق جنوبًا عبر غابات فلوريدا بانهاندل بعد تجاوزه مدينة بريستول. في شمال مقاطعة غولف، يستقبل نهر شيبولا من الغربن، ليتدفق عبر مدينة أبالاتشيكولا بإتجاه خليج أبالاتشيكولا، وهو مدخل لخليج المكسيك. تحيط بنهر أبالاتشيكولا مستنقعات واسعة وأراضي رطبة على طول 30 ميل (48 كـم).
تضم مستجمعات المياه غابات ذات أهمية وطنية، مع وجود أعلى مستويات التنوع البيولوجي شرق نهر المسيسيبي مقابل سلسلة جبال سموكي العظيمة. حيث تشكل مساحات شاسعة من الغابة النفضية المعتدلة بالإضافة إلى المناظر الطبيعية للصنوبر ذات الأوراق الطويلة والأخشاب المسطحة. تضم المناطق التي غمرتها الفيضانات على مساحات شاسعة من غابات السهول الفيضية. تم القضاء على جميع أنواع الغابات الجنوبية الشرقية هذه عن طريق قطع الأشجار بين عامي 1880 و1920، كما يضم نهر أبالاتشيكولا بعضاً من أفضل الأمثلة المتبقية من غابات النمو القديمة في الجنوب الشرقي. تضم المنطقة أيضا أنواع الأشجار المهددة بالانقراض تورية طقسوسية الأوراق المستوطنة في المنطقة؛ تتشبث بالمنحدرات والخدود الحرجية في حديقة تورييا الوطنية على طول الضفة الشرقية للنهر. أعلى نقطة داخل مستجمعات المياه هي جبل بلود عند 4,458 قدم (1,359 م) بالقرب من منابع نهر تشاتاهوتشي.
عندم شق النهر طريقه بإتجاه خليج المكسيك، فإنه يخلق مجموعة غنية من الأراضي الرطبة المتفاوتة في الملوحة. والتي تشمل مستنقعات المد والجزر ومروج الأعشاب البحرية. أكثر 230,000 آر (93,000 هكتار) من مجمع الدلتا المتنوع هذا يقع ضمن محمية أبالاتشيكولا الوطنية لبحوث مصبات الأنهار. هناك أيضًا كثبان ذات مراعي ساحلية.

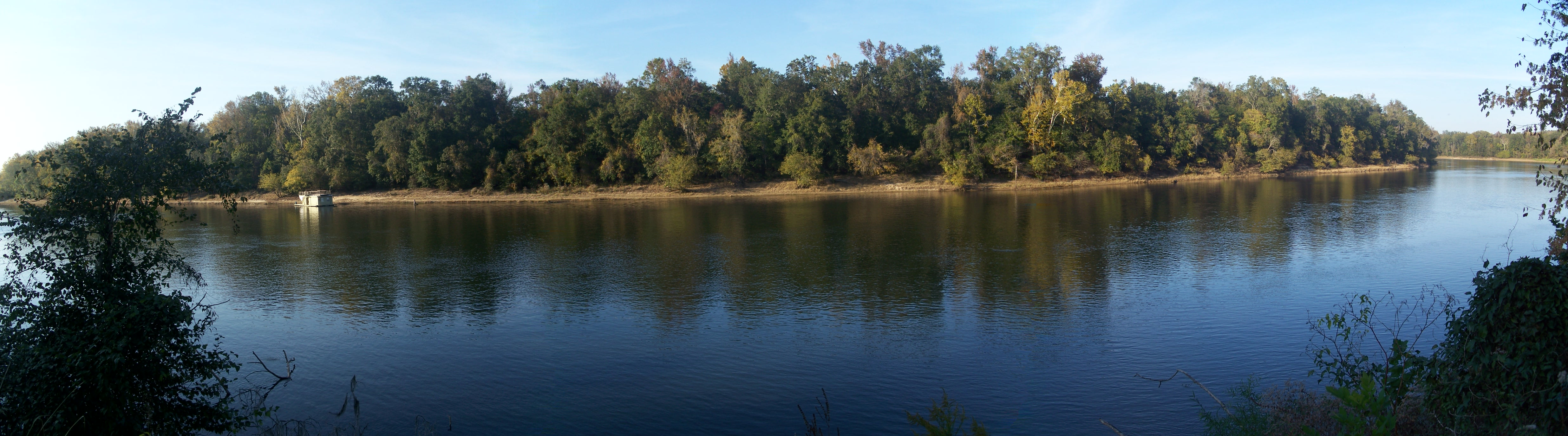
منظر لنهر أبالاتشيكولا في حديقة تورييا الوطنية

يُعرف حوض نهر أبالاتشيكولا أيضًا بعسل طوبال، وهو عسل أحادي الأزهار عالي الجودة، يتم إنتاجه في أي مكان تتفتح فيه أشجار طوبال في جنوب شرق الولايات المتحدة. في عام حصاد جيد، تقترب قيمة محصول عسل توبيلو الذي تنتجه مجموعة من مربي النحل المتخصصين في فلوريدا 900 ألف دولار كل ربيع.
خلال فترة الاستعمار البريطاني في فلوريدا، شكل النهر الحدود بين شرق فلوريدا وغرب فلوريدا. من الناحية الجيولوجية، يربط النهر السهل الساحلي وساحل الخليج بجبال الأبالاش.
تشمل بعض المناطق المهمة المتبقية من الموائل الطبيعية على طول النهر غابة أبالاتشيكولا الوطنية، ومتنزه توريا الوطني، ومحمية منظمة الحفاظ على الطبيعة أبالاتشيكولا Bluffs and Ravines، وغابة تيتس هيل ستيت، ومنطقة نهر أبالاتشيكولا للحياة البرية والبيئة، بالإضافة إلى مياه نهر أبالاتشيكولا منطقة الإدارة. لقد تم اقتراح أن يتم تصنيف مستجمعات المياه هذه على المستوى الوطني وتقديرها على أنها مهمة مثل مناطق إيفرجلادز أو جبال سموكي العظيمة. لزيادة الوعي حول أهمية الحفاظ على الحالة الطبيعية للنهر وسكانه، سلط منتج أفلام فلوريدا إيلام ستولتزفوس الضوء على هذا النظام في فيلم وثائقي تم بثه عام 2006 على قناة "في بي إس". يشكل النهر الحدود بين المناطق الزمنية الشرقية والوسطى في فلوريدا، إلى أن يصب في نهر جاكسون. حينها يصبح نهر جاكسون، الذي يتدفق إلى خليج المكسيك، حدود المنطقة الزمنية.

## قائمة المعابر

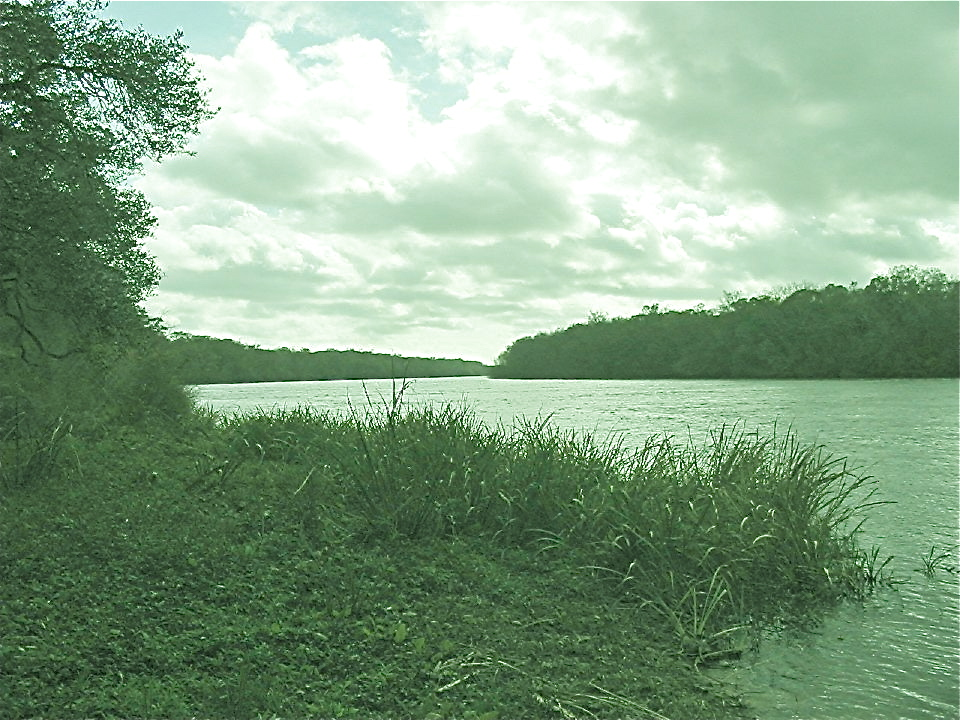
منظر لنهر أبالاتشيكولا بالقرب من حصن جادسدن، فلوريدا

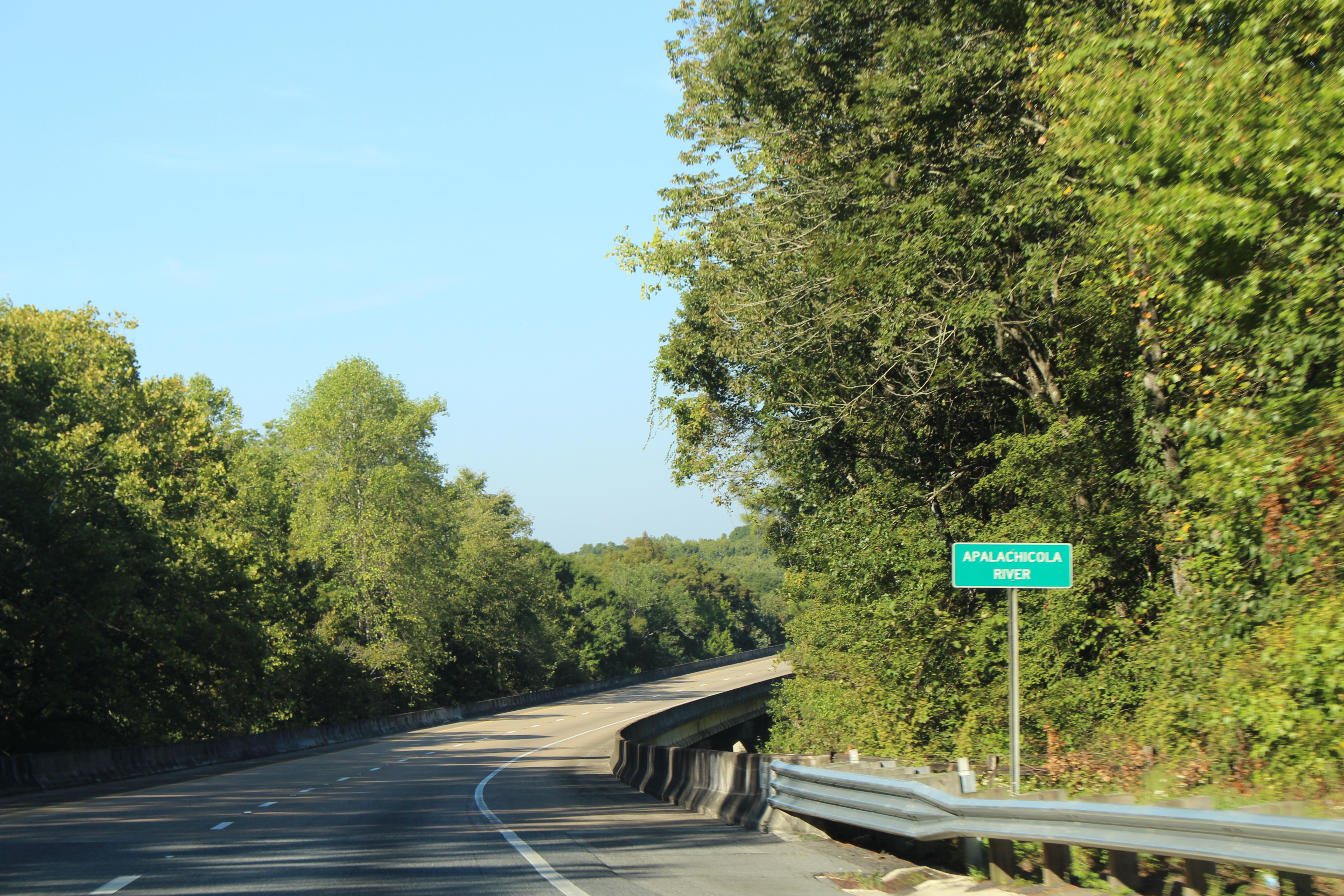
الطريق السريع 10 في فلوريدا

| المعابر               | طريق                                                                     | موقع                  | إحداثيات |
| --------------------- | ------------------------------------------------------------------------ | --------------------- | -------- |
| سد جيم وودروف         |                                                                          | تشاتاهوتشي            | _        |
| جسر فيكتوري           | طريق الولايات المتحدة 90 في فلوريدا                                      | تشاتاهوتشي            | _        |
| جسر السكك الحديدية    | طريق نقل سي إس إكس                                                       | تشاتاهوتشي            | _        |
| جسر ديوي م.جونسون     | الطريق السريع 10 في فلوريدا                                              | من ماريانا إلى كوينسي | _        |
| جسر ترامل             | طريق ولاية فلوريدا 20                                                    | بريستول               | _        |
| جسر السكك الحديدية    | سكة أبالاتشيكولا الشمالية الحديدية                                       | أبالاتشيكولا          | _        |
| جسر جون جوري التذكاري | طريق الولايات المتحدة 98 في فلوريدا طريق الولايات المتحدة 319 في فلوريدا | أبالاتشيكولا          | _        |

## وصلات خارجية
- محمية أبحاث مصبات الأنهار الوطنية
- حوض فلينت-تشاتاهوتشي-أبالاتشيكولا نسخة محفوظة 2011-09-27 على موقع واي باك مشين., سلاح المهندسين بالجيش الأمريكي
- خطة الإدارة البيئية لنهر أبالاتشيكولا (مؤرشف)، جامعة ولاية فلوريدا
- مستجمعات المياه في نهر أبالاتشيكولا (مؤرشف), protectingourwater.org
- الحياة البرية في نهر أبالاتشيكولا والمنطقة البيئية في myfwc.com
- حارس نهر أبالاتشيكولا، وهي منظمة تركز على حماية أبالاتشيكولا
- أبالاتشيكولا الخداع والوديان الحفاظ في nature.org
- منطقة إدارة المياه شمال غرب فلوريدا (مؤرشف)
- U.S. Geological Survey Geographic Names Information System: نهر أبالاتشيكولا